# 矩擬白魚
矩擬白魚（学名：Albulichthys oblongus）为輻鰭魚綱鯉形目雅羅魚科的其中一種，分布於亞洲哈薩克斯坦及烏茲別克斯坦的錫爾河流域，體長可達14.2公分，棲息在中底層水域，生活習性不明。